# یوشیهیرو فوکاگاوا
یوشیهیرو فوکاگاوا (انگلیسی: Yoshihiro Fukagawa؛ زادهٔ ۱۹۷۶) کارگردان فیلم، و فیلم‌نامه‌نویس اهل ژاپن است. وی از سال ۲۰۰۴ میلادی تاکنون مشغول فعالیت بوده‌است.